# Hindisgere Kaval, Gubbi
Hindisgere Kaval là một làng thuộc tehsil Gubbi, huyện Tumkur, bang Karnataka, Ấn Độ.